# Sphaerocionium pyramidatum
Sphaerocionium pyramidatum là một loài thực vật có mạch trong họ Hymenophyllaceae. Loài này được (Desv.) Copel. miêu tả khoa học đầu tiên năm 1938.